# Cimitero di Clamart
Il cimitero di Clamart (fr:Cimetière de Clamart), situato nel V arrondissement di Parigi, è stato un cimitero di Parigi sorto verso la fine del XVII secolo e chiuso alla fine del XVIII secolo.
Il cimitero era delimitato da rue de la Muette (oggi rue du Fer-à-Moulin) e rue de Fer (oggi rue des Fossés Saint Marcel); complessivamente copriva un'area abbastanza grande da renderlo il più grande cimitero esistito in Parigi, persino più grande del cimitero degli Innocenti. Il cimitero prese il nome di Clamart dal nome di un albergo posto nel medesimo quartiere durante in XVI secolo.
Vicino all'entrata vi era presente una piccola cappella, per il resto questo cimitero peccava per la sola funzione di seppellire i morti di peste, tutti sotterrati in fosse comuni; non vi furono mai realizzate delle vere tombe o eventuali monumenti annessi ad esse, solo pochissime fosse vennero realizzate per sepolture individuali, siccome la stragrande maggioranza dei parenti dei deceduti non furono in grado di fornire i corrispettivi costi abbastanza sufficienti per le sepolture.
In genere, quando un paziente dell'Hôtel Dieu moriva, gli veniva fatto un breve servizio funebre direttamente alla cappella del cimitero, prima di essere sepolto; prima della costruzione del cimitero, invece, l'Hôtel Dieu organizzava direttamente i funerali, a partire dal 1655, sulla riva sinistra della Senna, presso l'attuale chiesa di Saint-Julien-le-Pauvre.
Il numero delle vittime è stato sostanziale: senza bara ma solo con un panno cucito ed avvolto, i cadaveri venivano accatastati su carri e trainati fino al cimitero. Alcune fonti raccontano che durante il viaggio dall'ospedale al cimitero, oltre ai parenti dei deceduti, erano presenti: un prete con una campana, una croce e tutta l'attrezzatura per la sepoltura; fu una triste e quotidiana routine dell'epoca, che partiva dall'Hôtel Dieu fin dalle quattro del mattino terminando nel silenzio della notte. In media si verificavano fino a quattro viaggi al giorno.
Altre fonti citano di profanazioni di cadaveri da parte di apprendisti chirurghi, i quali saltuariamente avrebbero scalato le mura del cimitero per portare via i corpi e praticarne dissezioni. Inoltre, dato il lato sinistro del luogo, furono inevitabili nei giorni della commemorazione dei defunti le immense folle che si accalcavano al cimitero per porgere gli omaggi.

## Storia
Nel 1672, le amministrazioni dell'Hôtel Dieu e del cimitero della Trinité decisero di acquistare un terreno nel sobborgo di Saint-Marcel per la costruzione di tale cimitero, in quanto i posti negli altri cimiteri si stavano sempre più riducendo, oltre ai contagi infettivi generati dalla saturazione dei cadaveri presso gli altri cimiteri.
Il 20 ottobre 1780, l'Hôpital Sainte-Catherine ottenne varie strisce di terreno, dette "Catherinettes", per la costruzione del cimitero di Sainte-Catherine, posto a fianco del Clamart, al fine di ospitare nuove sepolture data l'imminente chiusura del cimitero degli Innocenti e di altri cimiteri parrocchiali. Questo "nuovo" cimitero servì per garantire ulteriore sepolture, in quanto, nel 1783, il Clamart ne arrivò al culmine e già si vociferava che sarebbe stato presto abbandonato. 

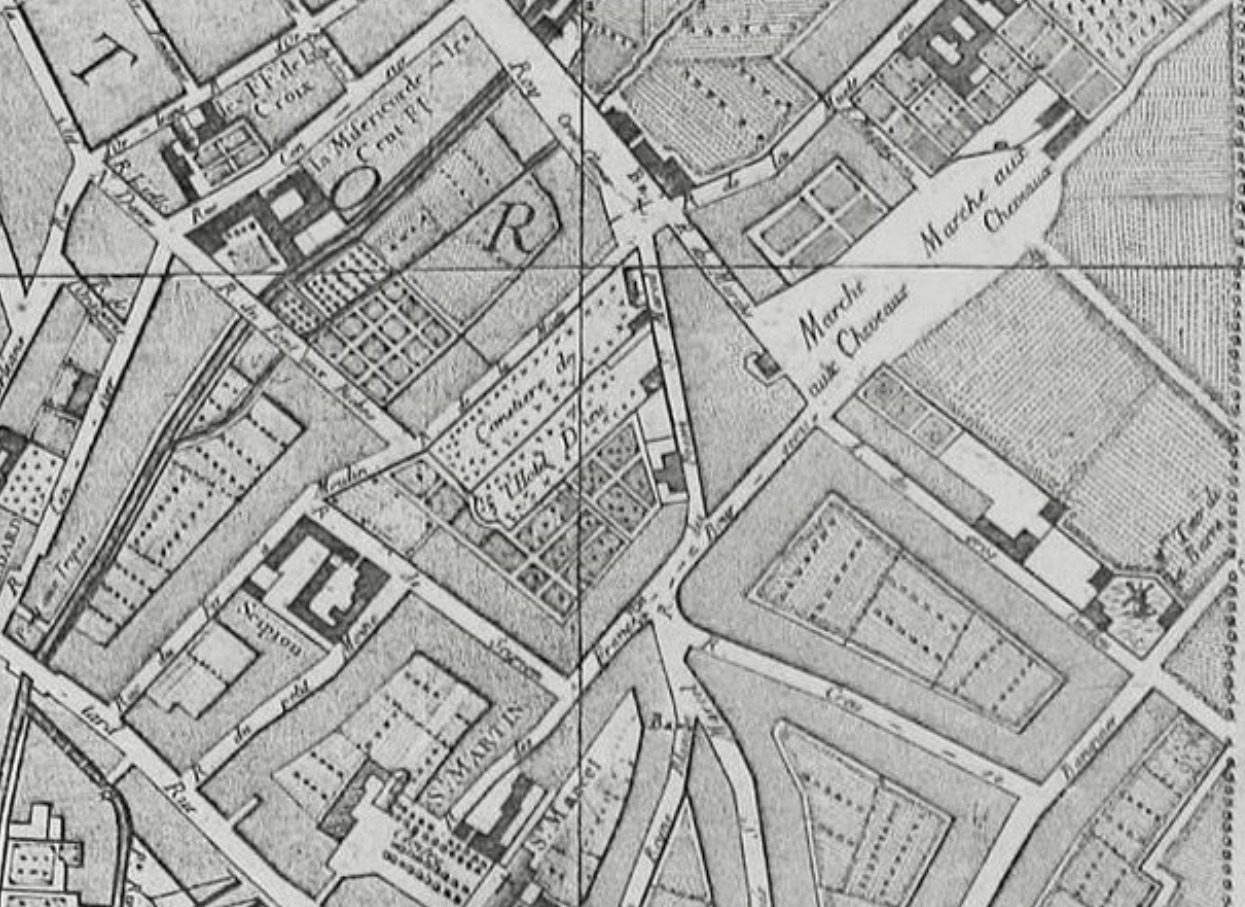
Piano realizzato da Deharme (1763) col cimitero di Clamart.

Nel medesimo anno, il cimitero di Clamart venne leggermente tagliato lungo tutto il lato nord, dato l'ampliamento della rue de la Muette; in cambio ottenne una striscia di terra, a parità d'area, di fronte l'ex albergo Scipion Sardini.
Ben presto, però, il cimitero venne chiuso nel 1793 e fu interamente sostituito dal cimitero di Sainte-Catherine. Dal 1833, l'anfiteatro d'anatomia degli ospedali di Parigi copre a tutt'oggi la maggior parte della sua ex posizione.
I resti rinvenuti dal cimitero soggiornano presso le Catacombe di Parigi.